# مایا اوچیدا
مایا اوچیدا (انگلیسی: Maaya Uchida; ۲۷ دسامبر ۱۹۸۹ – ) صداپیشه، خواننده، بازیگر، و مجری رادیو اهل توکیو، ژاپن است. وی از سال ۲۰۱۰ میلادی تاکنون مشغول فعالیت بوده‌است.